# Chieuti
Chieuti é uma comuna italiana da região da Puglia, província de Foggia, com cerca de 1.788 habitantes. Estende-se por uma área de 60 km², tendo uma densidade populacional de 30 hab/km². Faz fronteira com Campomarino (CB), San Martino in Pensilis (CB), Serracapriola.

## Demografia
| Variação demográfica do município entre 1861 e 2011                               |
|                                                                                   |
| Fonte: Istituto Nazionale di Statistica (ISTAT) - Elaboração gráfica da Wikipedia |